# 시퀘스트 DSV
《시퀘스트 DSV》(영어: seaQuest DSV)는 1993년부터 1996년까지 방영된 미국의 SF 드라마이다. 일부가 한국에서 《해저 군단》이란 제목 하에 비디오로 출시된 적이 있다.